# Морські котики
Морські́ ко́тики (лат. Arctocephalinae; англ. fur seals) — підродина вухатих тюленів (Otariidae). Repenning et al. (1971), Repenning and Tedford (1977), Wynen et al. (2001) навели аргументи проти визнання підродин у родині Otariidae.

## Класифікація
- Підродина Морські котики (Arctocephalinae)
  - Callorhinus (Північний морський котик)
    - Callorhinus ursinus (Північний морський котик)

  - Arctocephalus (Південний морський котик)
    - Arctocephalus australis (Південноамериканський морський котик)
    - Arctocephalus forsteri (Новозеландський морський котик)
    - Arctocephalus galapagoensis (Галапагоський морський котик)
    - Arctocephalus gazella (Кергеленський морський котик)
    - Arctocephalus philippii (Фернандеський морський котик)
    - Arctocephalus pusillus (Капський морський котик)
    - Arctocephalus townsendi (Гваделупський морський котик)
    - Arctocephalus tropicalis (Субантарктичний морський котик)